# Flaviano Melo
Flaviano Flávio Baptista de Melo (Rio Branco, 17 de novembro de 1949 — São Paulo, 20 de novembro de 2024) foi um engenheiro civil e político brasileiro, filiado ao Partido do Movimento Democrático Brasileiro (MDB). Ex-prefeito de Rio Branco por dois mandatos, ex-governador do estado do Acre e Deputado Federal por este estado de 1 de fevereiro de 2007 até 1 de fevereiro de 2023.

## Biografia
Formado em Engenharia civil pela Faculdade de Engenharia Civil de Barra do Piraí, atual UGB, e pela Universidade do Estado da Guanabara, trabalhou na construção da Ponte Rio-Niterói entre 1973 e 1974 e na construtora Mendes Júnior entre 1975 e 1983.
Ingressou na vida política em 1969, filiando-se ao MDB e, em 1980, com a abertura política, ao PMDB.
Seu primeiro cargo público foi o de prefeito de Rio Branco (1983-1986), por nomeação do governador Nabor Júnior, a quem sucedeu após a vitória nas eleições de 1986.
Em 1990 foi eleito senador. Em 1994 disputou mais uma vez o governo do Acre, mas foi derrotado por Orleir Cameli. Sofreu nova derrota quando tentou se reeleger ao Senado em 1998, sendo vencido, desta vez, pelo petista Tião Viana.
Em 2000 elege-se prefeito de Rio Branco em primeiro turno. Todavia, renunciou ao cargo em 2002 para disputar o governo do estado novamente. Acabou vencido pelo candidato à reeleição, Jorge Viana. No pleito de 2006 foi eleito deputado federal e, em 2010 e 2014, foi reeleito. Nesta última obteve 18.372 votos, sendo o sétimo mais votado entre os 8 eleitos de seu estado para a 55.ª legislatura.
Em abril de 2017 votou a favor da Reforma Trabalhista.  Em agosto do mesmo ano, votou a favor do presidente Michel Temer, no processo em que se pedia abertura de investigação, e que poderia lhe afastar da presidência da república.
Faleceu em 20 de novembro de 2024, após dez dias internado no Hospital Israelita Albert Einstein, em São Paulo, em decorrência de morte encefálica. O ex-governador tratava uma pneumonia desde o dia 6 de novembro e havia passado por um cateterismo.

## Acusações
- Flaviano Melo é réu na Ação Penal Nº 435/2007, movida pelo Ministério Público Federal por peculato e crimes contra o sistema financeiro nacional. Também foi responsabilizado pelo Tribunal de Contas da União por omissão de prestação de contas referente a dinheiro recebido do Fundo Especial para Calamidades Públicas. Ele entrou com processo para anular a decisão do TCU, mas a decisão foi mantida.
- Foi responsabilizado por malversação de verbas do fundo partidário do diretório regional do PMDB no Acre durante o exercício de 2001.[4]
- É réu ainda na Ação Civil Pública nº 0006554-71.2005.8.01.0001, acusado de improbidade administrativa com dano ao erário e possível enriquecimento ilícito. Flaviano teria participado de um conluio entre funcionários do alto escalão do Estado do Acre, serventuários da justiça estadual, empresários locais e servidores do Banco do Brasil para desviar, por meio de contas fantasma, verbas públicas do Fundo de Participação do Estado e da Serventia Única de Títulos e Protestos da Comarca de Rio Branco.